# Jesús Prado Sánchez
Jesús Prado Sánchez (Ciudad Real, 1940) és un periodista espanyol especialment vinculat a la premsa valenciana.
Graduat per la Escola Oficial de Periodisme de Madrid, el 1969 Prado va esdevenir, amb 29 anys, un dels directors de periódic més joves a La Gaceta Regional. Des de 1971 ha estat relacionat amb la premsa valenciana, primer com a director de Información, entre 1971 i 1983, i després com a director de Levante-EMV, entre 1983 i 1987. Posteriorment ha exercit diversos càrrecs al grup editorial Prensa Ibérica com ara el de conseller delegat.